# Gentiana septemfida
Gentiana septemfida es una especie de planta fanerógama, perteneciente a la familia de las gencianáceas. Es  nativa de la región del Cáucaso y Turquía.

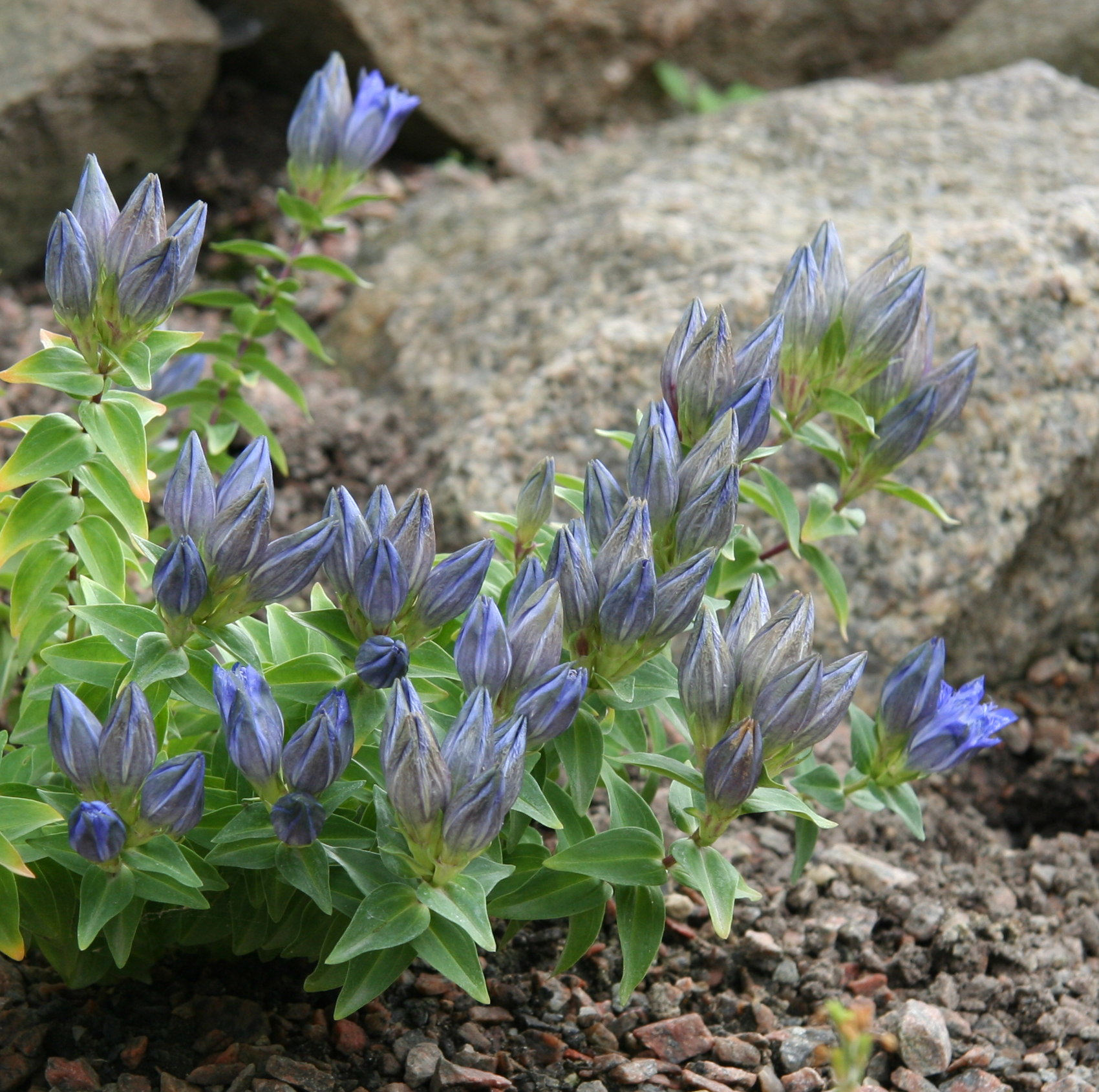
Vista de la planta

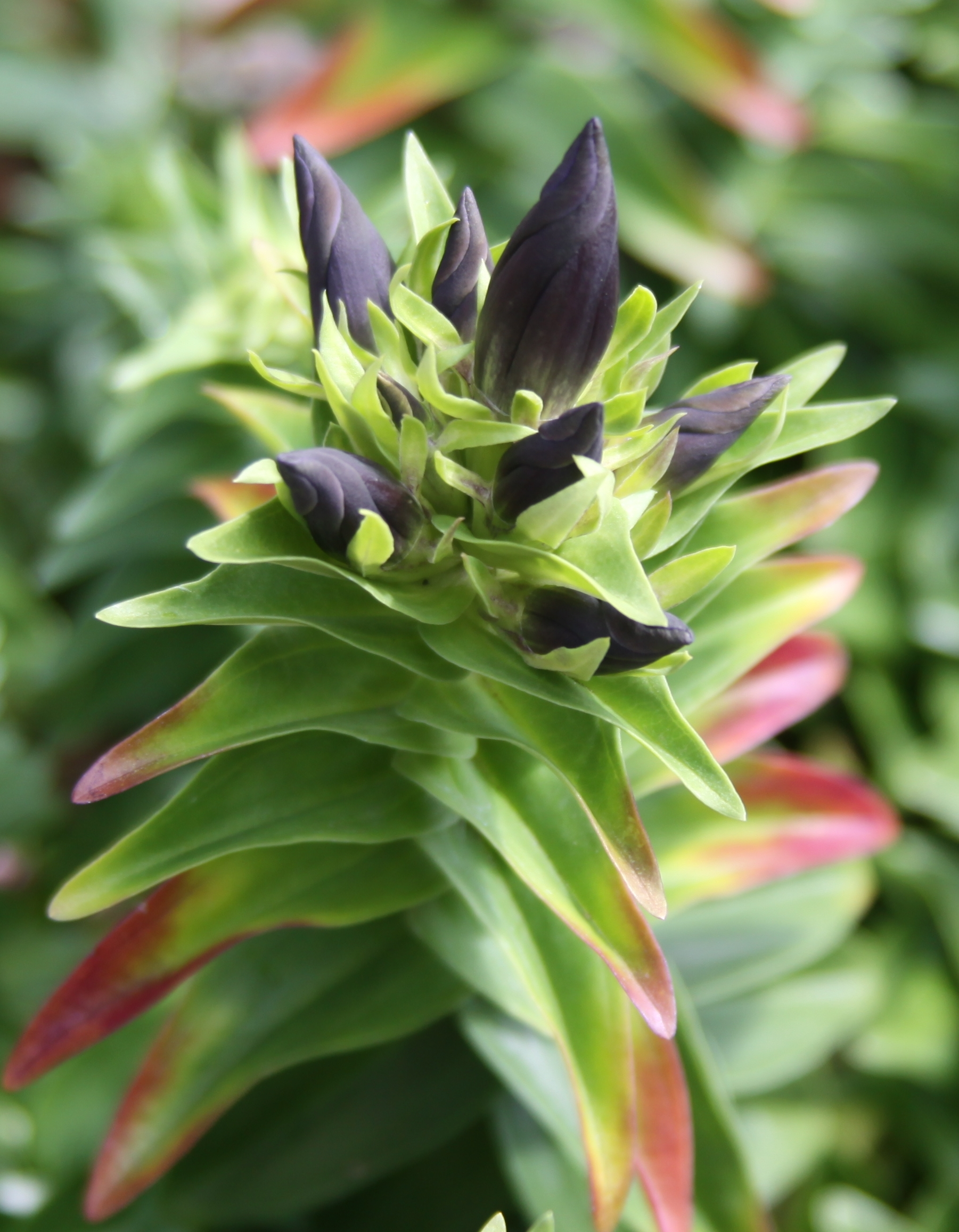
Inflorescencia

## Descripción
Es una planta de un bajo crecimiento, herbácea perenne que alcanza un tamaño de 15 a 20 cm de alto por 30 cm de ancho, teniendo un máximo de ocho flores en forma de trompeta de color azul brillante que se producen en verano, con un interior a rayas. Para su cultivo se requiere un suelo rico, húmedo y lleno de sol.
En el cultivo de esta planta y su variedad G. septemfida var. lagodechiana han ganado la medalla Award of Garden Merit de  la Royal Horticultural Society.

## Taxonomía
Gentiana septemfida fue descrita por  Peter Simon Pallas y publicado en Flora Rossica 2: 101. 1788.
Etimología
Gentiana: Según Plinio el Viejo y Dioscórides, su nombre deriva del de Gentio, rey de Iliria en el siglo II a. C., a quien se atribuía el descubrimiento del valor curativo de la Gentiana lutea. El Banco de Albania ha recogido esta tradición: la Gentiana lutea está representada en el reverso del billete de 2000 lekë albaneses, emitido en 2008, en cuyo anverso figura el rey Gentio.
septemfida: epíteto latíno que significa "con siete divisiones".
Sinonimia
- Ciminalis septemfida Bercht. & J.Presl
- Dasystephana freyniana (Bornm. ex Freyn) J.Sojak
- Dasystephana lagodechiana (Kusn.) J.Sojak
- Dasystephana septemfida (Pall.) J.Sojak
- Dasystephana septemfida (Pall.) Zuev
- Eyrythalia septemfida Borkh.
- Gentiana cordifolia K.Koch
- Gentiana corifolia C. Koch
- Gentiana fimbriiplica K.Koch
- Gentiana freyniana Bornm. ex Freyn
- Gentiana lagodechiana (Kusn.) Grossh.'
- Pneumonanthe septemfida F.W.Schmidt[10]